# Transportation Security Administration
Die Transportation Security Administration (TSA; englisch ‚Transportsicherheitsbehörde‘) ist eine im Jahr 2001 gegründete amerikanische Bundesbehörde im Geschäftsbereich des Ministeriums für Innere Sicherheit mit Sitz in Pentagon City, Arlington County, Virginia und dient der Öffentlichen Sicherheit im Verkehr. Sie wurde aufgrund des Gesetzes Aviation and Transportation Security Act 2001 geschaffen und vom 107. Kongress bestätigt. Sie gehörte bis Ende Februar 2003 zum Verkehrsministerium. 54.200 Mitarbeiter sind hier derzeit beschäftigt, deren Transportation officers mit Polizeibefugnissen ausgestattet sind.
Behördenleiter ist David P. Pekoske. Das Budget für das Haushaltsjahr 2007 betrug 4,75 Milliarden US-Dollar.

## Aufgaben
Aufgabe der TSA ist die Wahrung der Öffentlichen Sicherheit auf Highways, Bahnen aller Art, Häfen (teilweise auch im Ausland) und 450 Flughäfen bundesweit (letztere zu einem kleinen Teil durch private Sicherheitsdienste im Rahmen eines sog. Screening-Partnership-Programms). Das Aufgabenspektrum umfasst Tätigkeiten in der Terrorismusbekämpfung, unerlaubte Immigration, verbotene Gegenstände (z. B. Explosivstoffe, Waffen) und vieles mehr.
Zur TSA gehört auch der 1962 gegründete Federal Air Marshal Service (FAMS).

## Kritik
Im Zuge der umfangreichen Kontrollen kommt es immer wieder zu Fällen, in denen die Verhältnismäßigkeit dieser Durchsuchungen auch von den Medien in Frage gestellt wird, so z. B. bei der Kontrolle von (Klein-)Kindern, älteren oder behinderten Menschen.